# Samuel Epstein
Samuel Epstein (Kobryn, 9 de dezembro de 1919 — Pasadena, 17 de setembro de 2001) foi um geoquímico canadense-estadunidense.
Desenvolveu métodos para reconstruir registros de temperatura geológica usando geoquímica de isótopos estáveis. Foi eleito para a Academia Nacional de Ciências dos Estados Unidos em 1977 e fellow da Sociedade Real do Canadá em 1997.
Foi laureado com o Prémio V. M. Goldschmidt pela Geochemical Society em 1977, com a Medalha Arthur L. Day em 1978 pela Sociedade Geológica dos Estados Unidos, com a Medalha Wollaston pela Sociedade Geológica de Londres em 1993,  e com o Prémio Urey pela European Association of Geochemistry em 1995.